# Alice Braga
Alice Braga (São Paulo, 1983. április 15. –) brazil színésznő.
Pályafutása elején brazil filmekben, köztük az Isten városa (2002) és a Cidade Baixa (2005) című, kritikailag elismert művekben szerepelt. Nemzetközi hírnévre a Legenda vagyok (2007) című sci-fiben, Will Smith partnereként tett szert. Ezt követően feltűnt a Végrehajtók (2010), a Ragadozók (2010), A rítus (2011) és az Elysium – Zárt világ (2013) és A viskó (2017) című filmekben. 
Az alvilág királynője című dráma-thrillersorozatban 2016 és 2021 között alakította a főszereplő Teresa Mendozát.

## Élete és pályafutása
Alice Braga Moraes São Paulóban született. Katolikus családban nőtt fel. Édesanyja, Ana és nagynénje, Sônia Braga színésznők, így Alice gyakran látogatta a helyi színházakat. Pályafutását iskolai előadásokban és reklámokban kezdte. Első bevételét 8 évesen egy joghurtreklámból kereste. Tinédzserként már a televízióban és filmekben is szerepelt. 
Folyékonyan beszél portugálul, spanyolul és angolul.

## Filmográfia

### Film
| Év   | Magyar cím                              | Eredeti cím                                   | Szerep            | Magyar hang        |
| ---- | --------------------------------------- | --------------------------------------------- | ----------------- | ------------------ |
| 1998 |                                         | Trampolim (rövidfilm)                         | Cláudia           |                    |
| 2002 | Isten városa                            | City of God                                   | Angélica          | Nemes Takách Kata  |
| 2005 |                                         | Cidade Baixa                                  | Karina            |                    |
| 2006 |                                         | Sólo Dios sabe                                | Dolores           |                    |
| 2006 | Utazás az éjszaka mélyén                | Journey to the End of the Night               | Monique           | Böhm Anita         |
| 2006 |                                         | O Cheiro do Ralo                              | pincérnő          |                    |
| 2007 |                                         | A Via Láctea                                  | Júlia             |                    |
| 2007 |                                         | Rummikub (rövidfilm)                          | Filha paulista    |                    |
| 2007 | Legenda vagyok                          | I Am Legend                                   | Anna Montez       | Ruttkay Laura      |
| 2008 | Piros öv                                | Redbelt                                       | Sondra Terry      | Zsigmond Tamara    |
| 2008 | Vakság                                  | Blindness                                     | napszemüveges nő  | Pikali Gerda       |
| 2008 | Vakság                                  | Blindness                                     | napszemüveges nő  | Németh Borbála     |
| 2009 | A szabadság határai                     | Crossing Over                                 | Mireya Sanchez    |                    |
| 2009 |                                         | Cabeça a Prêmio                               | ismeretlen szerep |                    |
| 2010 | Végrehajtók                             | Repo Men                                      | Beth              | Pikali Gerda       |
| 2010 | Ragadozók                               | Predators                                     | Isabelle          | Pálfi Kata         |
| 2011 | A rítus                                 | The Rite                                      | Angelina Vargas   | Nemes Takách Kata  |
| 2012 | Úton                                    | On the Road                                   | Terry             | Farkasházi Réka    |
| 2012 |                                         | City of God - 10 Years Later (dokumentumfilm) | önmaga            |                    |
| 2013 | Elysium – Zárt világ                    | Elysium                                       | Frey Santiago     | Pálfi Kata         |
| 2014 |                                         | Latitudes                                     | Olivia            |                    |
| 2014 |                                         | Muitos Homens Num Só                          | Eva               |                    |
| 2014 |                                         | El Ardor                                      | Vania             |                    |
| 2014 | Gyilkosság három felvonásban            | Kill Me Three Times                           | Alice Taylor      | Bata Éva           |
| 2016 | A párbaj                                | The Duel                                      | Marisol           | Bogdányi Titanilla |
| 2016 |                                         | Entre Idas E Vindas                           | Sandra            |                    |
| 2017 | A viskó                                 | The Shack                                     | Sophia            | Bogdányi Titanilla |
| 2020 |                                         | Eduardo & Mônica                              | Mônica            |                    |
| 2020 | Az új mutánsok                          | The New Mutants                               | Cecilia Reyes     | Szilágyi Csenge    |
| 2020 | Lelki ismeretek                         | Soul                                          | Jerry (hangja)    | Pálmai Anna        |
| 2021 | The Suicide Squad – Az öngyilkos osztag | The Suicide Squad                             | Sol Soria         | Zsigmond Tamara    |
| 2023 | Konstrukció                             | Hypnotic                                      | Diana Cruz        | Pálmai Anna        |
| 2023 |                                         | Share?                                        | 052605011         |                    |
| 2024 | Noé bárkája                             | Noah's Ark                                    | Nina (hangja)     |                    |

### Televízió
| Év        | Magyar cím                  | Eredeti cím                      | Szerep               | Magyar hang                                                         |
| --------- | --------------------------- | -------------------------------- | -------------------- | ------------------------------------------------------------------- |
| 2005      |                             | Carandiru, Outras Histórias      | Vânia                | 1 epizód                                                            |
| 2012      |                             | As Brasileiras                   | Mirtes               | 1 epizód                                                            |
| 2016–2021 | Az alvilág királynője       | Queen of the South               | Teresa Mendoza       | - főszereplő és vezető producer - magyar hangja: - Bognár Gyöngyvér |
| 2018      |                             | Samantha!                        | Soraya               | - 2 epizód - vezető producer                                        |
| 2019      | Kölykök az utcáról          | Sintonia                         | nem szerepel         | producer (6 epizód)                                                 |
| 2020      | Akik mi vagyunk             | We Are Who We Are                | Maggie Teixeira      | főszereplő                                                          |
| 2022      | Slumberkins: Bújós pajtások | Slumberkins                      | Sloth anyja (hangja) | 4 epizód                                                            |
| 2023      | Gyilkosság a világ végén    | A Murder at the End of the World | Sian                 | főszereplő minisorozat (5 epizód)                                   |
| 2024      | Sötét anyag                 | Dark Matter                      | Amanda               | főszereplő (9 epizód)                                               |

## Díjak és jelölések
Cidade Baixa (2005)
- Festival do Rio-díj a legjobb színésznőnek
- ACIE-díj a legjobb színésznőnek
- APCA-díj a legjobb színésznőnek

## Fordítás
- Ez a szócikk részben vagy egészben  az   Alice Braga című angol Wikipédia-szócikk fordításán alapul.  Az eredeti cikk szerkesztőit annak laptörténete sorolja fel. Ez a jelzés csupán a megfogalmazás eredetét és a szerzői jogokat jelzi, nem szolgál a cikkben szereplő információk forrásmegjelöléseként.